# Station Bradford-On-Avon
Bradford-On-Avon is een spoorwegstation van National Rail in Bradford on Avon, West Wiltshire in Engeland. Het station is eigendom van Network Rail en wordt beheerd door Great Western Railway.

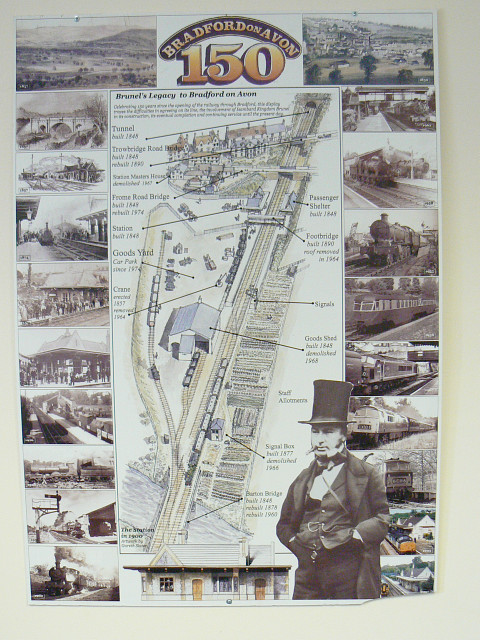
Poster ter gelegenheid van het 150-jarig bestaan van het station
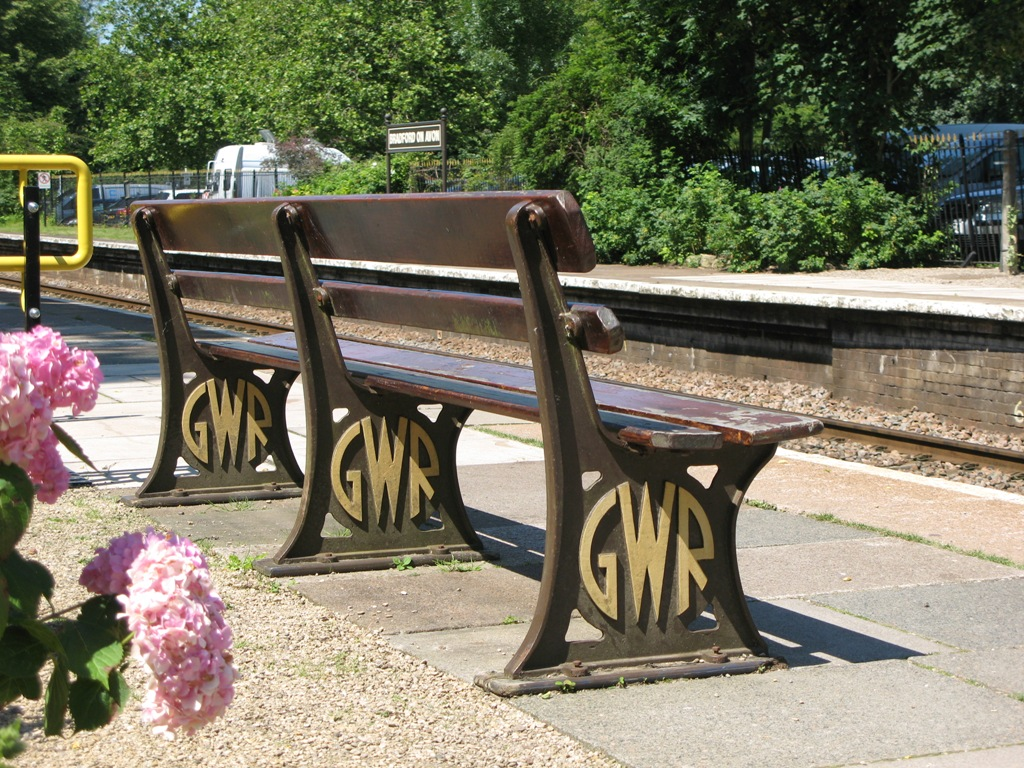
Bank met logo van Great Western Railway